# Fosa grisa

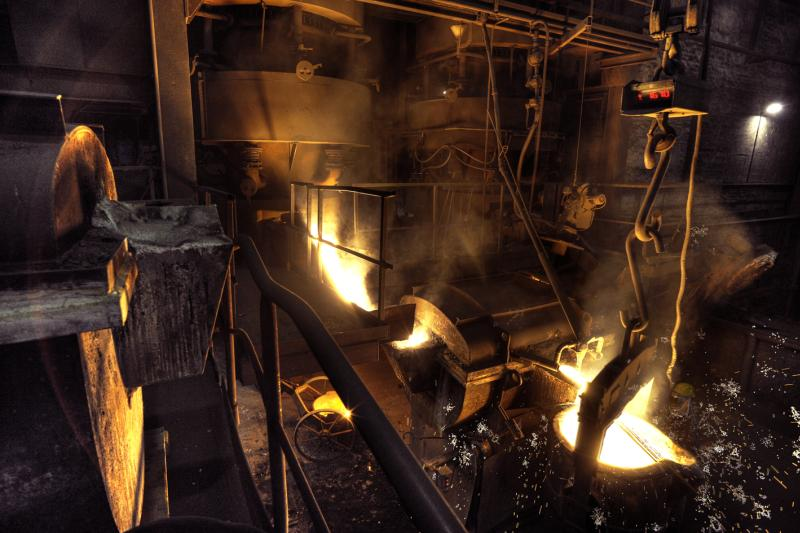
Procés de foneria de fosa grisa

Quan partim d'aliatges de ferro rics en carboni i en presència de silici, al refredar-los lentament tenim la precipitació directa del carboni en forma de grafit, bé en una matriu ferrítica o perlítica. Aquest grafit és el que li dona el color característic. És la fosa grisa, un material relativament resistent però molt barat i fàcil de mecanitzar.
Les seves aplicacions són sobretot peces de geometria complexa (carcasses de motors, cigonyals, juntes de culata…), peces que hagin de tenir un cost baix (tubs).

## Propietats
La fosa grisa és el material més emprat en fosa. És barat, fon fàcilment i admet la mecanització (es mecanitza millor que l'acer). Les tensions de refredament poden alleugerir-se i la mecanitzabilitat millorar-se per recuita.
Té baixa resistència a la tracció (100 - 400 MPa), però d'una altra banda la de compressió és de 3 a 5 vegades superior. Quan una peça fosa ha de suportar grans càrregues de tracció s'ha d'utilitzar un altre material (són més costosos): ferro fos aliat, ferro mal·leable o acer fos. En general es classifiquen les foses grises segons la seva resistència a la tracció. El cost de la foneria augmenta amb la resistència.
Quant a altres característiques mecàniques té una duresa relativament baixa (135-275HB), una resistència a la fatiga moderada (compensada per una baixa sensibilitat a l'entalla, ja que les làmines de grafit creen un efecte d'entalla a l'interior del material), una baixa rigidesa junt amb un comportament elàstic no lineal i una tenacitat molt baixa (no és aconsellable per a fabricar peces sotmeses a cops, encara que amorteix bé les vibracions). També és notable la seva falta de ductilitat, no presenta deformacions permanents importants abans del trencament a ruptura: l'allargament per una proveta de tracció normal és usualment inferior a l'1%. En general es pot establir que les característiques mecàniques (inclosa la resistència a temperatures elevades), el mòdul d'elasticitat i la resistència al desgast augmenten amb la resistència a la tracció; mentre que la mecanitzabilitat, la resistència al xoc tèrmic, l'amortiment intern i la facilitat per a fabricar peces amb parets fines disminueixen amb aquest paràmetre. La fosa grisa és difícil de soldar. La seva tendència a esquerdar-se pot reduir-se mitjançant un preescalfament abans de la soldadura seguit per un refredament lent.

## Composició
La fosa grisa és un aliatge de ferro amb entre un 2 i un 5% de carboni. També conté silici (2-4%), manganès (fins a un 1%) i percentatges menors de sofre i fòsfor. Conté aproximadament el 0,7% de carboni combinat amb ferro en estructura perlítica. El carboni restant apareix com làmines de grafit més o menys finament dividides. Aquestes làmines són les responsables de la duresa relativament baixa i de la petita resistència de la fundició, i com més grans i més gruixudes són aquestes làmines menor és la resistència. En una superfície polida aquest grafit apareix com a línies primes. La presència del grafit fa que aquest material sigui fàcilment mecanitzable.
El silici present en l'aliatge funciona com a estabilitzador del grafit, és a dir, ajuda a transformar el carboni en grafit i no combinar-lo per produir cementita (típica del ferro blanc o fosa blanca). Un altre factor que afecta la grafitització és la velocitat de solidificació, com menor és la velocitat, major i millor és la tendència de formar-se grafit. Una velocitat de refredament moderada forma una matriu perlítica, mentre que una velocitat de refredament lenta forma una matriu més ferrítica. Per aconseguir una matriu totalment ferrítica l'aliatge ha de ser recuit.
La dispersió del carboni empitjora per la presència del sofre. Això no obstant, usualment existeix manganès suficient per formar MnS que corregeix els efectes del sofre. El fòsfor forma el constituent dur, esteatita, que no té efecte en la dispersió del grafit. S'aconsegueix una dispersió més fina i major resistència a la tracció augmentant la velocitat de refredament.
Es poden afegir a l'aliatge níquel, crom, molibdè i coure per obtenir una resistència i duresa més elevades, aquests elements milloren les característiques del grafit. Existeixen composicions que produeixen peces foses adients per resistir impacte, abrasió, corrosió i temperatures altes i baixes. S'han aconseguit aliatges de fosa grisa per a engranatges, cigonyals i matrius per forja i estirat. Normalment s'apliquen tractaments tèrmics de temple i normalització per obtindre ple rendiment d'aquests elements que afegim.

## Tipus

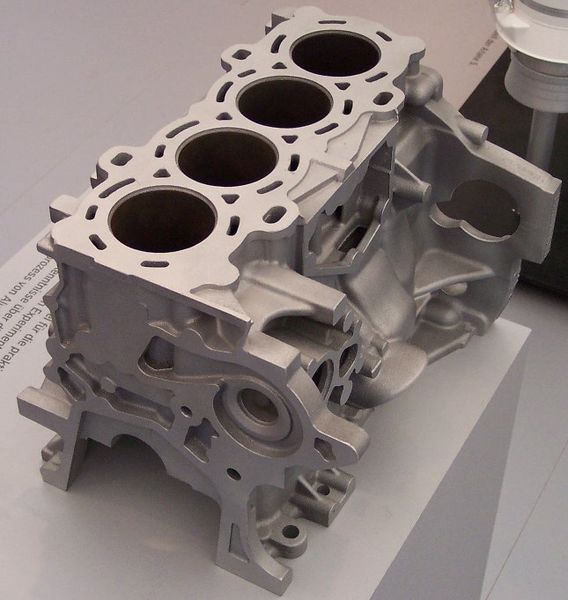
Bloc motor fos

FG15 (UNE 36.111) també anomenada GG-20 (DIN 1961)
Resistència mecànica baixa indicada per a peces de parets primes de poca responsabilitat: tubs, radiadors, peces petites de màquines.
FG 20 (UNE 36.111) també anomenada GG-20 (DIN 1961)
Resistència mecànica moderada, molt utilitzada per a peces de mitjana responsabilitat: carcasses de motors elèctrics, bancades de màquines
FG 25 (UNE 36.111) també anomenada GG-25 (DIN 1961)
De bona resistència mecànica, una de les més utilitzades en la construcció de màquines. Entre les seves aplicacions hi ha bancades de màquina eina, càrters de turbines, cossos de bombes, caixes d'engranatges, blocs de motor, tambors i discs de frens i embragatges.
FG 30 (UNE 36.111) també anomenada GG-30 (DIN 1961)
Elevada resistència mecànica, per a peces de gran responsabilitat: blocs de motor dièsel, tambors de frens i discs d'embragatge altament sol•icitats.
FG 35 (UNE 36.111) també anomenada GG-35 (DIN 1961) i FG 40 (UNE 36.111) també anomenada GG-40 (DIN 1961)
S'utilitzen poc, ja que les foses de més resistència esdevenen més difícils d'emmotllar (per tant només s'utilitza per formes senzilles de gruixos constants) i de mecanitzar (per la seva menor presència de grafit). Es reserven per a la fabricació de peces extraordinàriament sol·licitades.